# Mujeres y hombres y viceversa

Mujeres y hombres y viceversa (ou MYHYV ; en français Femmes et hommes et vice versa) est une émission de téléréalité (dating show) produite par Bulldog Producciones et diffusée par la chaîne Telecinco depuis le 9 juin 2008. L'émission est animée par Emma García. Il s'agit de l'adaptation espagnole de l'émission italienne Uomini e donne.
Cette émission suscite la polémique en raison du langage vulgaire utilisé en horaire familial.